# Alkindus
Alkindus (někdy též al-Kindí) (801–873), celým vlastním jménem Abú Jusúf Jakúb ibn Isák al-Kindí (أبو يوسف يعقوب بن إسحاق الكندي‎), byl arabský astrolog, astronom, filosof, matematik a lékař působící na muslimských univerzitách v Bagdádu a Basře v době arabského chalífátu dynastie Abbásovců.
Během svého života sepsal téměř tři stovky spisů (např. o matematice, astrologii, chemii, metalurgii, snech). Dochoval se pouhý zlomek. Byl významným komentátorem Aristotelových spisů a je považován za jednoho z otců neoplatonismu v arabském světě, díky čemuž se dostával do sporů s islámskými náboženskými autoritami (zabýval se poměrem mezi aristotelovskou filosofií a zjeveními popsanými v Koránu). Mj. tvdil, že "proroci a filozofové mají odlišné a nezávislé cesty, jak dosáhnout nejvyšší pravdy dostupné pro člověka".
Byl významným představitelem arabské astrologické tradice dochované v devatenácti astrologických spisech přeložených ve 12. století do latiny. Byl učitelem nejslavnějšího arabského astrologa Albumasara. Ve svých astrologických pracích vycházel z myšlenek o příčinné souvislosti. Podporoval myšlenku poznání vesmíru přes jeho pozemské projevy.